# محمد يونس (لاعب كرة قدم مصري)
محمد يونس (30 أكتوبر 1979 في مصر - ) هو لاعب كرة قدم مصري في مركز الدفاع. لعب مع النادي الإسماعيلي ونادي الاتحاد السكندري ونادي الزمالك ونادي المصرية للاتصالات ونادي إنبي ونادي بتروجيت.

## وصلات خارجية
- محمد يونس على موقع قاعدة بيانات كرة القدم.إي يو (الإنجليزية)